# آلدو دوناتی
آلدو دوناتی (انگلیسی: Aldo Donati؛ ۲۹ سپتامبر ۱۹۱۰ – ۳ نوامبر ۱۹۸۴) بازیکن فوتبال اهل ایتالیا بود.
از باشگاه‌هایی که در آن بازی کرده‌است می‌توان به باشگاه فوتبال بولونیا، باشگاه فوتبال اینتر میلان، و باشگاه فوتبال آ.اس. رم اشاره کرد.
وی همچنین در تیم ملی فوتبال ایتالیا بازی کرده‌است.